# Jean Avisse
Pour les articles homonymes, voir Avisse.
Jean Avisse  était un maître menuisier en sièges du XVIIIe siècle, né en 1723, mort en 1796.

## Biographie
Représentant d'une importante famille de menuisiers en sièges, il fut reçu maître menuisier en sièges le 10 novembre 1745 et s'établit deux ans après au n°124 de la rue de Cléry à Paris.
Il exécuta de nombreuses pièces de style Louis XV et de style Louis XVI.
Il travaillait avec des sculpteurs de grande réputation, tels Pierre Rousseau, Claude Vinache et probablement Nicolas Heurtaut, d'où la grande qualité de la sculpture de ses sièges.
Malgré de nombreuses commandes, Jean Avisse dut déposer deux fois son bilan en 1769 puis en 1776.

## Musée
Ses sièges sont conservés dans la plupart des musées du monde.
- Musée Nissim-de-Camondo dans le salon bleu : lit de repos Louis XV à chevets en crosses dit «turquoise», vers 1755, estampille de Jean Avisse.
- Musée des Arts décoratifs : Fauteuil Louis XV à la reine et chaise Louis XV à la reine canné.
- J. Paul Getty Museum : Canapé et deux fauteuils Louis XV à la reine, sculptés de grenades, feuillages et rocailles.